# Siri Gamage
Pour les articles homonymes, voir Gamage.
Siri Gamage, né en 1951 à Walasmulla au Sri Lanka, est un sociologue et anthropologue srilankais.
Il a effectué sa formation universitaire en sociologie à l'Université de Ceylan (1968-1972). Il a obtenu un master en sociologie à l'université d'Hawaï (1977-1979) et un doctorat en anthropologie et sociologie à l'université Monash, en Australie. Entre 1974 et 1986, il a enseigné la sociologie à l'université de Peradeniya au Sri Lanka.
En 1990, il a été nommé conférencier en études multiculturelles à l'Université de la Nouvelle Angleterre, à Armidale, en Australie. Depuis lors, ses enseignements ont porté sur les immigrés, le multiculturalisme et les questions interculturelles. Il a travaillé sur des questions de différence et de conflit ethnique au Sri Lanka.
Entre 1999 et 2002, il a conduit des recherches sur les immigrés du Sri Lanka et leurs enfants en Australie.
Il est marié et a deux enfants, Chaturi et Chamira Gamage.

## Publications
- avec Ian Bruce Watson, 1999. Conflict and Community in Contemporary Sri Lanka, Sage, New Delhi (396 pages).
- 2002. Adaptation Experiences of Sinhalese Immigrants and their Children in Australia in the Context of Assimilation and Multiculturalism, ICRN Press, Edmonton, Canada, 30 pages
- 2001. « Sinhalese in Australia », in The Australian People - An Encyclopedia of the Nation, its People and Their Origins (ed) James Jupp, 2d edition, Cambridge University Press, Cambridge, pp. 684–685
- 1998. « Curtains of Culture, Ethnicity and Class: Changing Composition of the Sri Lankan Community in Australia », in Cynthia & Ian Vanden Driesen (eds) Celebrations: Fifty Years of Sri Lanka-Australia Interactions, Government Press, Sri Lanka, pp. 456–468.
- avec Kushan Liyanarachchi, 1998. « Cultural Relations Between Australia and Sri Lanka », Commemorative Book to Celebrate the 50th Anniversary of Sri Lanka's Independence, ed. R. Arambewela and C. Forster, pp 109–125.
- « Curtains of Culture, Ethnicity, and Class: changing composition of the Sri Lankan community in Australia », Journal of Intercultural Studies, Vol.19 (1), 1998, pp. 37–56.
- « Post-independent Political and Ethnic Conflicts in Sri Lanka: elites, ethnicity, and class considerations », South Asia, XX special Issue, 1997, pp309–330